# Успеновка (Алейський район)
Успе́новка (рос. Успеновка) — селище у складі Алейського району Алтайського краю, Росія. Входить до складу Большепанюшевської сільської ради.

## Населення
Населення — 28 осіб (2010; 58 у 2002).
Національний склад (станом на 2002 рік):
- росіяни — 95 %